# Saurauia luzoniensis
Saurauia luzoniensis är en tvåhjärtbladig växtart som beskrevs av Elmer Drew Merrill. Saurauia luzoniensis ingår i släktet Saurauia och familjen Actinidiaceae. Inga underarter finns listade i Catalogue of Life.